# Schloss Schwarzburg

Blick auf Schloss Schwarzburg, Lithographie um 1860

Das Schloss Schwarzburg ist eine barocke, heutzutage größtenteils noch ruinöse Schlossanlage in der Gemeinde Schwarzburg im Landkreis Saalfeld-Rudolstadt, etwa 65 km südöstlich der thüringischen Landeshauptstadt Erfurt am nördlichen Rand des Thüringer Waldes. Auf einem von Nordwesten in das Tal der Schwarza ragenden und zu drei Seiten hin steil abfallenden Bergrücken erbaut, beherrscht das ehemalige Stammhaus der Grafen und späteren Fürsten von Schwarzburg-Rudolstadt die Region. Infolge großflächiger Abbrucharbeiten in der Zeit von 1940 bis 1942 und folgender jahrzehntelanger Vernachlässigung blieben nur wenige Gebäude in ihrer Substanz erhalten, darunter die Ruine des Hauptgebäudes, das Zeughaus und der für die Öffentlichkeit zugängliche Kaisersaal. Schloss Schwarzburg wird seit vielen Jahren mit viel Aufwand saniert und kann mittlerweile für Veranstaltungen genutzt werden.

## Geschichte

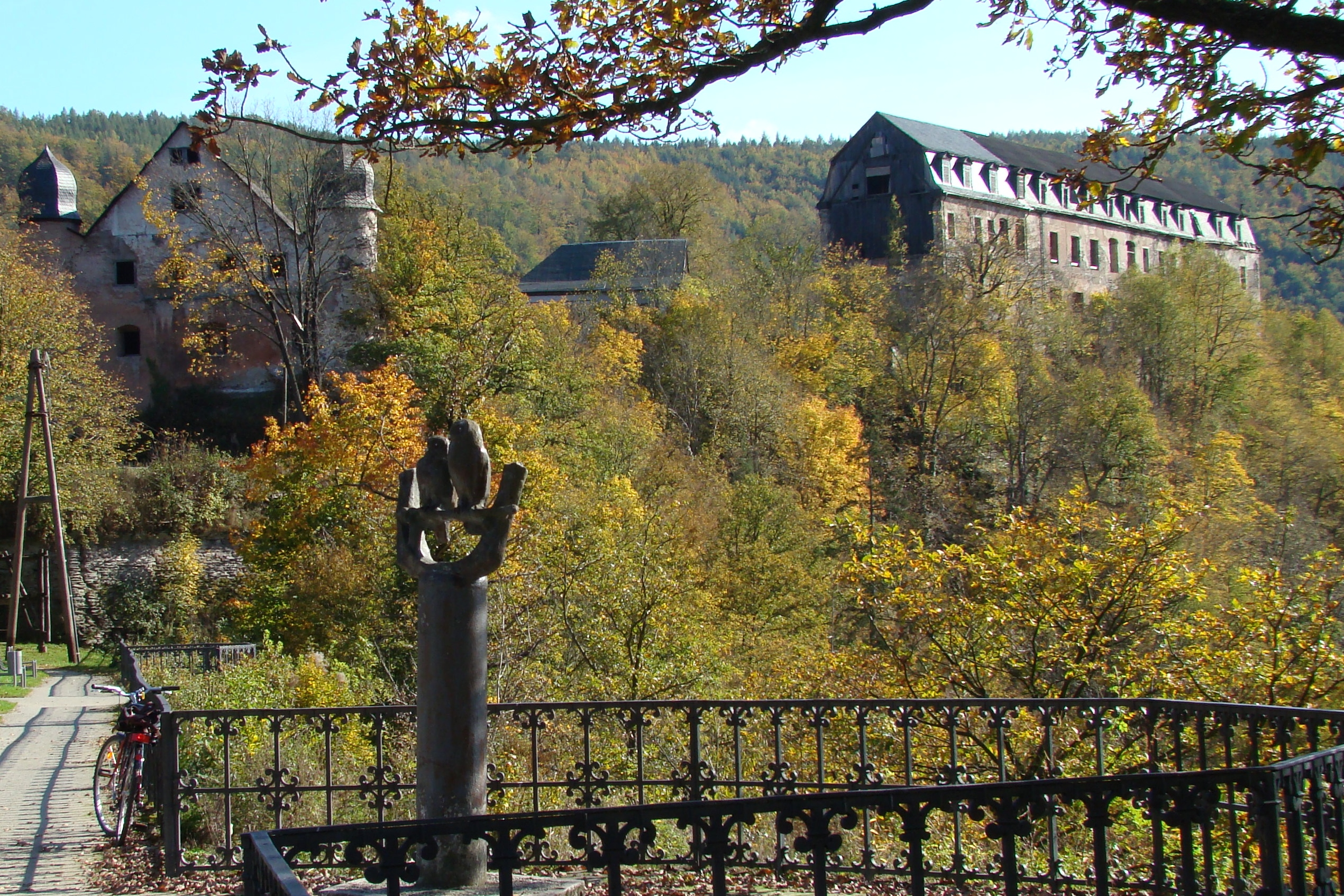
Schloss Schwarzburg, der Stammsitz der Schwarzburger

Der Innenhof des Schlosses um 1890

### Von den Ursprüngen bis ins Mittelalter
Wann eine erste Befestigung auf dem Areal des späteren Schlosses errichtet wurde, kann aufgrund fehlender Quellen nicht genau bestimmt werden. Der erste greifbare Hinweis auf den Namen „Swartzinburg“ findet sich in einer Urkunde des Erzbischofs Anno II. von Köln, die vermutlich in das Jahr 1071 datiert. Ob sich dieser Name bereits auf einen Vorläufer der mittelalterlichen Burganlage bezieht, wird von Forschern allerdings bezweifelt. Erstmals kann eine Anlage in Verbindung mit einem gewissen Sizzo sicher nachgewiesen werden, der in einer Urkunde des Erzbischofs von Mainz 1123 als Zeuge genannt und als „Graf von Schwarzburg“ tituliert wird. Dies legt die Vermutung nahe, dass es auch einen befestigten gräflichen Sitz gegeben haben muss. Genannter Graf Sizzo gehörte zum Adelsgeschlecht der Schwarzburg-Käfernburger, einem der ältesten im thüringischen Raum.
Die erste überlieferte Beschreibung der Burganlage findet sich in einer Urkunde des Jahres 1371. Aus dieser geht hervor, dass es sich bei der Schwarzburg um einen gestaffelten Gebäudekomplex handelte, dessen Wohn- und Wirtschaftsgebäude um drei funktional getrennte Höfe gruppiert waren. Neben der weiteren Schilderung der Befestigungs- und Verteidigungsanlagen weist die Urkunde auch auf eine Kapelle innerhalb der Anlage hin. Mit Erlöschen der schwarzburgisch-schwarzburgischen Linie des Grafenhauses 1450 und dem kurzzeitigen Besitzübergang an den Kurfürsten von Sachsen von 1448 bis 1453 kam die Schwarzburg an die beiden noch bestehenden Linien Schwarzburg-Arnstadt-Sondershausen und Schwarzburg-Leutenberg. Seit diesem Zeitpunkt nur mehr Nebensitz, wurde die Burg bis in das 16. Jahrhundert hinein von beiden Linien gleichberechtigt regelmäßig genutzt.

### Die neuzeitliche Schlossanlage
Der Umbau der mittelalterlichen Burg in eine neuzeitliche Schlossanlage begann in der Mitte des 16. Jahrhunderts mit der Errichtung zweier herrschaftlicher Wohngebäude unter Einbeziehung der vorhandenen Bausubstanz. So entstanden unter anderem um 1548 der sogenannte Leutenberger Flügel an der Ostseite des Bergrückens und um 1559 der Schwarzburg-Arnstadt-Sondershausener Flügel (das spätere Hauptgebäude) an der Westseite.
Im Jahre 1584 fiel die Schwarzburg schließlich vollständig an das Haus Schwarzburg-Rudolstadt unter Graf Albrecht VII., der aber weiterhin auf der Heidecksburg residierte.
Unter Graf Albrecht Anton wurde 1664 mit dem festungsartigen Ausbau des Komplexes begonnen, um einer befürchteten Invasion osmanischer Truppen, die zu der Zeit die Grenzen des Heiligen Römischen Reiches bedrohten, begegnen zu können. Infolge dieser Arbeiten entstand vor dem Torgebäude an der Nordseite der Anlage eine Bastion, die in ihrem Grundriss noch heute erkennbar ist. Des Weiteren errichtete man um den südlichen Teil des Bergrückens, der bis dahin unbebaut geblieben war, zusätzliche Befestigungsanlagen. Hier entstanden in späterer Zeit weitere Bauten, darunter das Kaisersaalgebäude, aber auch eine Gartenanlage. 1695 beschädigte ein Brand große Teile des Schlosses und zerstörte die Gebäude an der Ostseite der Schwarzburg. Pläne zum Neubau einer Schlosskirche konnten nun umgesetzt werden. Diese sollte im rechten Winkel an das Hauptgebäude angebaut werden und es mit dem Leutenberger Flügel verbinden.

Schloss Schwarzburg um 1990

Mit der Erhebung der Grafen von Schwarzburg-Rudolstadt in den Reichsfürstenstand 1710 unter Ludwig Friedrich I. erfuhr das bis dahin eher vernachlässigte Schloss Schwarzburg eine enorme Aufwertung als Stammsitz des Fürstenhauses, und man begann mit der Umgestaltung in einen repräsentativen herrschaftlichen Nebensitz. So entstanden bis 1744 unter anderem die Schlosskirche mit dem Erbbegräbnis der Fürsten, das Kaisersaalgebäude mit angrenzendem Park sowie ein triumphales Eingangsportal vor dem Torhaus. Das Hauptgebäude wurde im barocken Stil umgestaltet und erhielt einen aufwendigen Portikus, der noch heute die Ostfassade dominiert. Ein zweiter Brand 1726 beschädigte erneut Kirche, Hauptgebäude und den Leutenberger Flügel.
In den folgenden Jahrzehnten tätigten die Schlossherren kaum nennenswerte Aufwendungen in die zunehmend vernachlässigte, hauptsächlich als Jagdsitz genutzte, Anlage. Erst mit Regierungsantritt Fürst Alberts 1867 und unter dessen Nachfolgern Georg sowie Günther Victor begannen umfangreiche Instandsetzungs- und Umbauarbeiten. Unter anderem wurde die barocke Ausstattung der Wohngebäude zugunsten eines historisierenden Erscheinungsbildes gemäß dem Zeitgeschmack aufgegeben, der Kaisersaal umgestaltet und die Fassaden erneuert. Mit der Abdankung des letzten regierenden Fürsten, Günther Victor von Schwarzburg-Rudolstadt und Schwarzburg-Sondershausen, am 23./25. November 1918 fiel das Schloss als Eigentum an das Land Thüringen. Jedoch erhielt die ehemalige Fürstenfamilie Wohnrecht auf der Schwarzburg.
Kurzzeitig in das Zentrum der deutschen Geschichte rückten Ort und Schloss Schwarzburg noch einmal am 11. August 1919, als Reichspräsident Friedrich Ebert und nach ihm alle Minister seiner Regierung während eines Erholungsaufenthaltes im Hotel Weißer Hirsch (Minister) bzw. in der damals zum Hotel gehörenden Villa „Schwarzaburg“ (Ebert) die Weimarer Verfassung unterzeichneten. Wo genau in Schwarzburg die Unterzeichnung stattfand, ist bis heute nicht sicher bekannt.

### Das Schloss zwischen 1940 und 1990

Schloss Schwarzburg in den 1930er Jahren.

Nach dem Tod von Fürst Günther Victor 1925 bewohnte dessen Witwe Anna Luise weiterhin Schloss Schwarzburg. Dieses Wohnrecht wurde auch mit der Machtergreifung der Nationalsozialisten 1933 zunächst nicht beschnitten. Nach der Gefangennahme des belgischen Königs Leopold III. durch deutsche Soldaten 1940 aber beschloss man, diesen auf Schloss Schwarzburg zu internieren. Kurz darauf entschied man jedoch, den Komplex in ein „Reichsgästehaus“ umzugestalten. Anna Luise musste das Schloss gegen eine finanzielle Entschädigung binnen weniger Tage verlassen.
Unter Leitung des Architekten Hermann Giesler war eine komplette Umgestaltung der gesamten Anlage geplant. Zu diesem Zweck wurden die meisten Gebäude abgerissen, Neubauten sollten an deren Stelle entstehen. Lediglich das vollständig entkernte Hauptgebäude, der Kirchturm, das Kaisersaalgebäude und das Zeughaus blieben erhalten. Der ständige kriegsbedingte Abzug von Arbeitskräften verlangsamte die Bauarbeiten zusehends. Daran konnte auch die Einstufung des Projektes als „vordringlich kriegswichtige Maßnahme“ nichts ändern. Schließlich wurde am 17. April 1942 auf Befehl von Reichsminister Albert Speer der Bau vorerst eingestellt, wohl auch wegen der enormen Kosten. Nach abschließenden Sicherungsmaßnahmen verblieben die Gebäude in ihrem ruinösen Zustand.
Erste Pläne für einen Wiederaufbau des Schlosses entstanden ab 1952. Diese orientierten sich mal mehr, mal weniger an dem ursprünglichen Erscheinungsbild des Stammhauses der Schwarzburger. Auch über die spätere Nutzung gab es verschiedene Vorstellungen. Sie reichten von einem Erholungsheim für Gewerkschaftsmitglieder über ein Hotel mit Gaststätte und Kulturzentrum bis hin zu einer Kuranlage der SED-Parteiführung in den 1970er Jahren. All diese Vorhaben kamen aufgrund Geldmangels nicht über die Planungsphase hinaus.
In der Silvesternacht 1980 vernichtete ein weiterer Brand, ausgelöst durch eine Feuerwerksrakete, die noch erhaltene barocke Haube des Schlosskirchenturms.

### Nutzungskonzepte seit 1990
Infolge der politischen Wende 1989/90 entstanden erneut Ideen für eine zukünftige Nutzung des Schlossareals. Mit Blick auf die touristisch interessante Lage im Schwarzatal gab es wieder verschiedene Vorschläge privater Investoren für Hotels oder für eine Kurklinik. 1994 gingen die Eigentumsrechte an Schloss Schwarzburg an die neu gegründete Stiftung Thüringer Schlösser und Gärten über. Diese setzte zunächst dringende Instandhaltungsarbeiten am Hauptgebäude um.
Letzte Nutzungskonzepte für die Gesamtanlage stammen aus dem Jahr 2001. Auch diese Vorhaben favorisierten eine Nutzung als Erholungs- oder Veranstaltungszentrum sowie als Museum. Die noch vorhandene Bausubstanz sollte saniert und durch Neubauten, teilweise in modernem Stil, ergänzt werden. Doch wie schon alle vorangegangenen Pläne scheiterten auch diese an fehlenden Geldern.
2007 begannen Sanierungsarbeiten durch eine Anschubfinanzierung des „Fördervereins Schloss Schwarzburg e. V.“ am Gebäude des ehemaligen Zeughauses am nördlichen Ende der Anlage. Dieses Gebäude ist das einzig erhaltene, freistehende Zeughaus Deutschlands, dessen ursprüngliche Einrichtung zu weiten Teilen rekonstruierbar ist. Ziel war die Rückführung und Ausstellung der Waffensammlung der Schwarzburger Fürsten, die sich zunächst noch auf Schloss Heidecksburg in Rudolstadt befand. Die Sanierung des Zeughauses ist abgeschlossen, und seit Mai 2018 kann die Waffensammlung wieder dort besichtigt werden. Seit 2011 finden mit Bundesförderung umfangreiche Bestandssicherungen am zwischen 1940 und 1942 stark zerstörten und in den folgenden Jahrzehnten weiter verfallenen Schloss-Hauptgebäude statt. Bereits saniert sind unter anderem das Dach und der Mittelrisalit, ebenso statisch relevante Teile der Baukonstruktion.

Zeughaus Schloss Schwarzburg
Innenraum um 1900
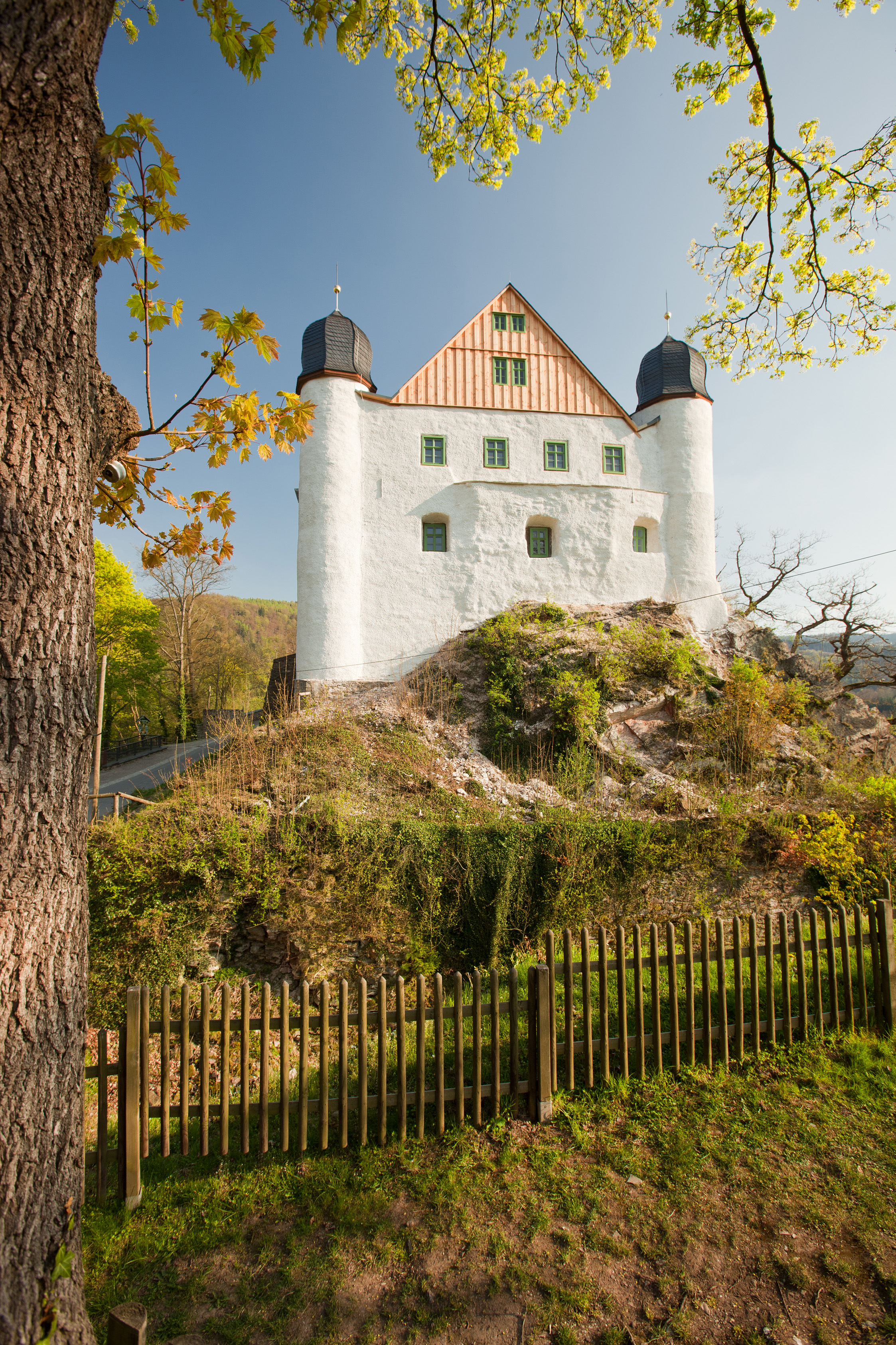
Zeughaus (2011)
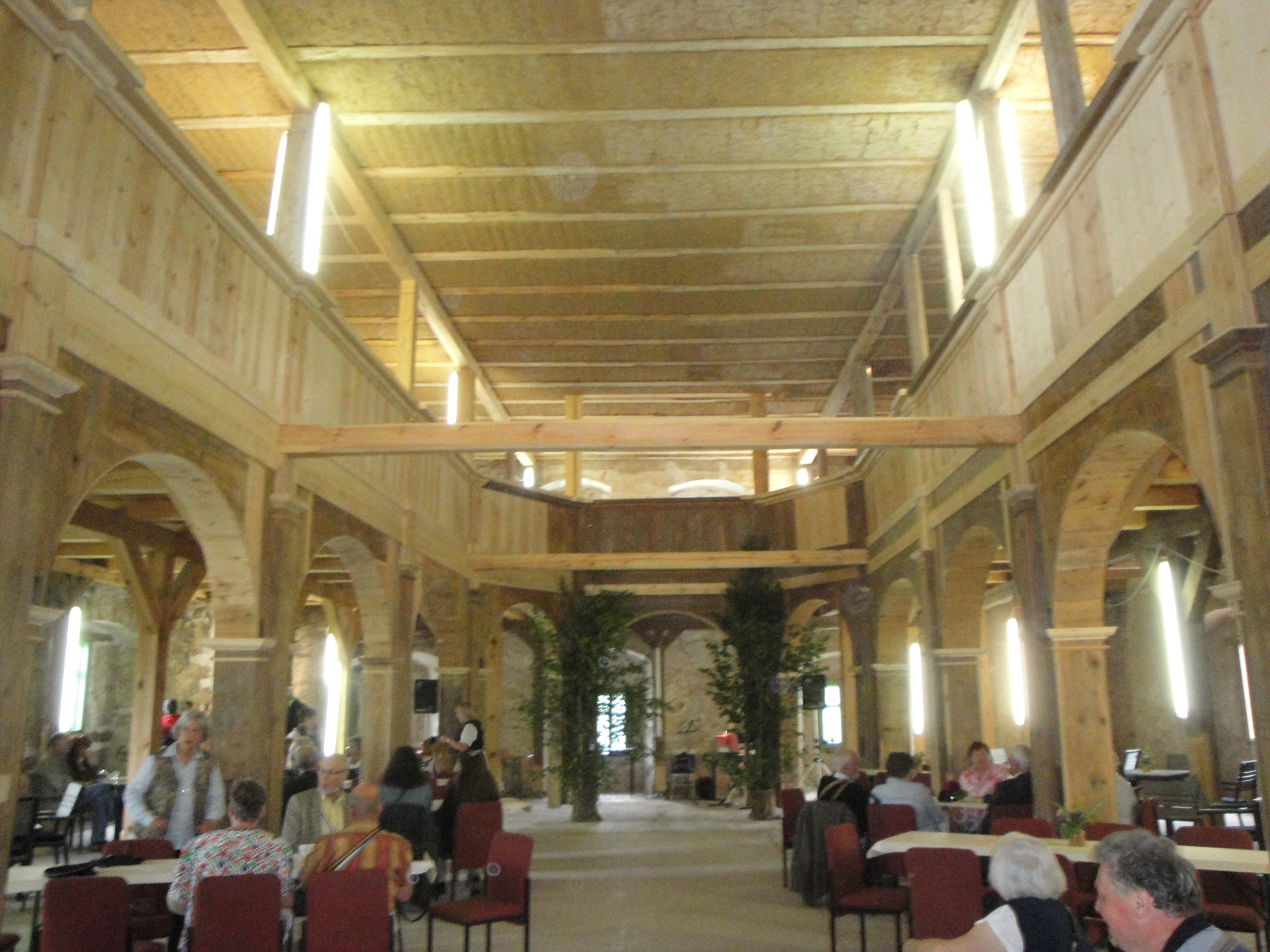
Innenraum (2012)
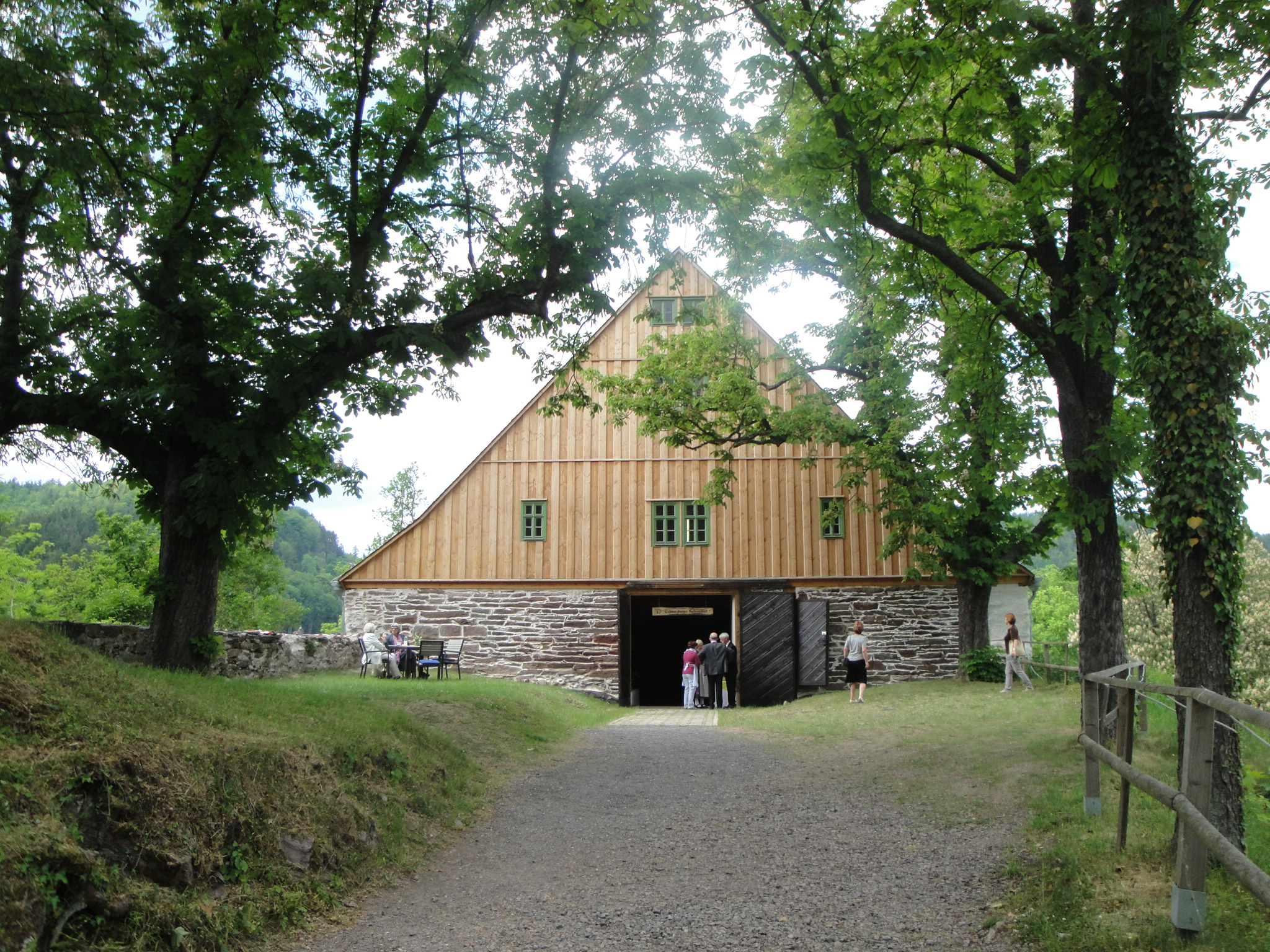
Eingangsbereich (2012)

## Gebäude

### Zeughaus und Waffensammlung
Die erste Erwähnung eines Zeughauses auf der Schwarzburg findet sich im Zusammenhang mit einem zwischen 1550/60 zu datierenden Waffeninventar. Die Entwicklung schwerer Schusswaffen seit dem 15. Jahrhundert brachte es mit sich, dass die bisher üblichen Waffenkammern zu klein wurden. So entstanden in jener Zeit die ersten Zeughäuser zur Aufbewahrung und Pflege der Waffen mitsamt allem Zubehör. Von den Bränden 1695 und 1726 verschont geblieben, entwickelte sich das Schwarzburger Zeughaus zu Beginn des 18. Jahrhunderts zum zentralen Waffendepot des Fürstentums Schwarzburg-Rudolstadt. Nach der Erhebung der Grafen in den Reichsfürstenstand 1710 bekam die Waffensammlung eine neue, repräsentative Bedeutung. Das Gebäude selbst erhielt zwei seitlich angebaute und mit jeweils einer Haube bekrönte Türmchen als dekorative Elemente.
Mit der Entscheidung zum Umbau der Schlossanlage 1940 war auch das Ende der Waffensammlung des Zeughauses gekommen. Die Bestände wurden ausgelagert und sollten nach Abschluss der Arbeiten zu Teilen als Dekoration dienen. Das Zeughausgebäude selbst war als zukünftige Garage vorgesehen. Von den ehemals etwa 4000 Objekten der Sammlung sind heute noch ungefähr 3500 vorhanden. Die übrigen 500 sind seit Kriegsende verschollen. Seit 1962 zeigte eine eigene Ausstellung auf Schloss Heidecksburg etwa 300 Exponate der Zeughaussammlung.
Die Waffensammlung des Schwarzburger Zeughauses umfasst teils kunstvoll verzierte Handfeuerwaffen wie Gewehre, Pistolen und Armbrüste, Hieb- und Stichwaffen, verschiedenartige Rüstungen, Fahnen, Geschütze und Prunkwaffen des 15. bis 19. Jahrhunderts. In Vorbereitung der geplanten Rückkehr der Sammlung nach Schwarzburg lief seit 2008 ein umfassendes Restaurierungsprogramm mit Unterstützung der Kulturstiftung des Bundes und der Kulturstiftung der Länder. Seit Mai 2018 wird die Waffensammlung wieder an ihrem ursprünglichen Standort ausgestellt.

### DerKaisersaal

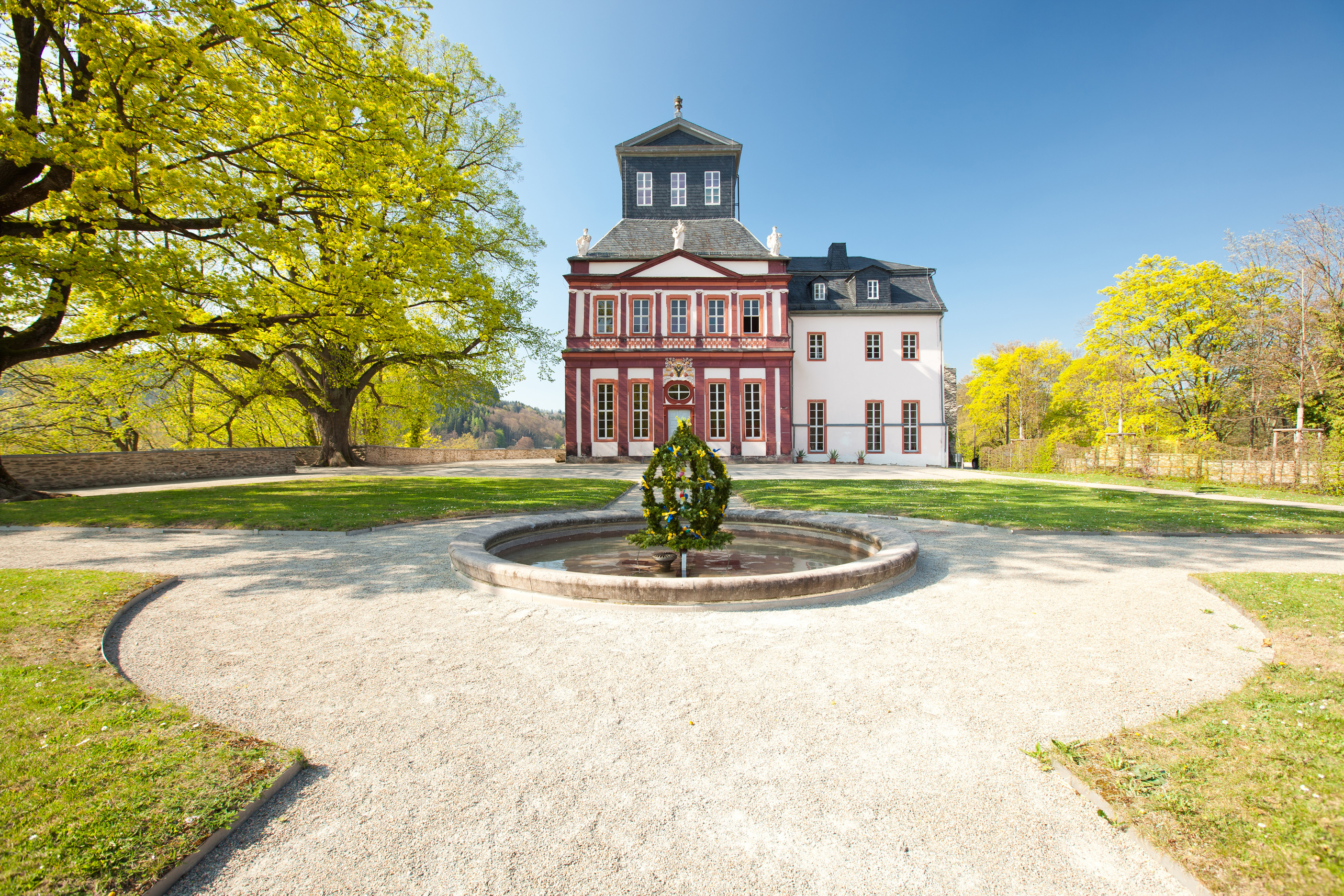
Das Kaisersaalgebäude (2011)

Nachdem ein Vorgängerbau beim Brand 1695 zerstört worden war, entstand an gleicher Stelle wenige Meter südlich des Hauptgebäudes ein Gartenhaus. Dieses wurde zwischen 1713 und 1719 zum heutigen Kaisersaalgebäude mit kubischem Mittelbau und jeweils einem westlichen und östlichen Anbau umgestaltet. Neben dem allgemeinen barocken Umbau der Schlossanlage nach 1710 sollte der Kaisersaal erheblich zur Aufwertung der Schwarzburg als fürstliches Stammhaus beitragen. Allerdings musste bereits 1776 der westliche Anbau aufgrund erheblicher Baumängel wieder abgetragen werden.
Ursprünglich beinhaltete der Kaisersaal 48 lebensgroße Darstellungen deutscher Könige und Kaiser des Mittelalters sowie 100 kleinere Medaillons mit Abbildungen römischer, byzantinischer und deutscher Kaiser seit Cäsar. Das Gebäude bildete das Zentrum der schwarzburgischen Ahnenverehrung, zumal das Fürstenhaus durch die Darstellung von Günther XXI., der 1349 für wenige Monate deutscher König war, auf eine Stufe mit anderen großen Herrschern seit dem antiken Rom gestellt wurde. Von diesen 148 Bildnissen existieren heute nicht mehr alle. Sie wurden teils durch Umbaumaßnahmen 1870/71, teils infolge der Arbeiten 1940 zerstört.
Von 1956 bis 1971 erfolgten umfangreiche Instandsetzungsarbeiten am gesamten Kaisersaalgebäude, und die originale Ausmalung wurde, soweit möglich, restauriert. Seit 1971 ist das Gebäude als Außenstelle der Staatlichen Museen Heidecksburg, heute des Thüringer Landesmuseums Heidecksburg, für die Öffentlichkeit zugänglich, und seit 2003 beherbergt es eine Ausstellung zur Geschichte des Schlosses Schwarzburg.

### Fasanerie
Das zum Schloss gehörende Vorwerk Sonnewalde wurde 1715 zu einer Fasanerie umgebaut. Zunächst gab es dort nur ein Wohnhaus für den Fasanenwärter, doch wurde es in den Folgejahren immer weiter vergrößert. Um 1820 wurde die Fasanenzucht eingestellt und die Anlage zu einem dreigeschossigen, wenig geschmückten Jagdschloss mit zwei kurzen Seitenflügeln umgebaut. Die Fürstenwohnung lag im Obergeschoss, im Erdgeschoss lebte ein Förster. An der Stelle der ehemaligen Fasanen-Volieren entstand ein kleiner Park. 1840 wurde in der Fasanerie erstmals ein Ausschank eingerichtet, ab 1928 wurde sie als Gaststätte genutzt.